# Новый Путь (Московская область)
Новый Путь — деревня в Можайском районе Московской области в составе сельского поселения Спутник. Численность постоянного населения по Всероссийской переписи 2010 года — 26 человек. До 2006 года Новый Путь входил в состав Кожуховского сельского округа.
Деревня расположена в центральной части района, примерно в 8 км к северо-востоку от Можайска, высота центра над уровнем моря 179 м. Ближайшие населённые пункты — Аникино в 1,5 км на юго-восток и Малое Тёсово в 1 км на запад. Через деревню проходит региональная автодорога 46Н-05497 Можайское шоссе — Шаликово.